# Sainte-Anne, Guadeloupe
Sainte-Anne är en kommun i det franska utomeuropeiska departementet Guadeloupe i Västindien. Kommunen ligger i kantonerna Sainte-Anne och Saint-François som ligger i arrondissementet Pointe-à-Pitre. År 2022 hade Sainte-Anne 24 415 invånare.

## Befolkningsutveckling
| Befolkningsutvecklingen i Sainte-Anne 1990–2021 | Befolkningsutvecklingen i Sainte-Anne 1990–2021 | Befolkningsutvecklingen i Sainte-Anne 1990–2021 | Befolkningsutvecklingen i Sainte-Anne 1990–2021 | Befolkningsutvecklingen i Sainte-Anne 1990–2021 |
| ----------------------------------------------- | ----------------------------------------------- | ----------------------------------------------- | ----------------------------------------------- | ----------------------------------------------- |
|                                                 |                                                 |                                                 |                                                 |                                                 |
| År                                              |                                                 |                                                 | Folkmängd                                       |                                                 |
| 1990                                            | 1990                                            |                                                 | 16 934                                          |                                                 |
| 1999                                            | 1999                                            |                                                 | 20 410                                          |                                                 |
| 2007                                            | 2007                                            |                                                 | 23 095                                          |                                                 |
| 2015                                            | 2015                                            |                                                 | 24 379                                          |                                                 |
| 2021                                            | 2021                                            |                                                 | 24 281                                          |                                                 |